# العبرية التوراتية
اللغة العبرية التوراتية أو اللغة العبرية التقليدية هي اللغة العبرية القديمة التي كتبت بها التوراة والتي كانت كذلك محكية على لسان بني إسرائيل في أرض مصر، وأرض كنعان (إسرائيل والأراضي الفلسطينية) خصوصا.

## تاريخ اللغة العبرية التوراتية
اللغة العبرية لغة سامية يرجع أصلها إلى المجموعة الشمالية الغربية الكنعانية، وقد بدأت بالتكون في أرض كنعان فبدأت على شكل لهجة، حتى مضى زمن طويل وأخذت شكل اللغة. بعد نزول التوراة في جبل سيناء على نبي بني إسرائيل موسى كان التوراة أحد أهم مصادر اللغة العبرية.
تعرضت اللغة العبرية إلى الكثير من التأثيرات نتيجة الأوضاع السياسية التي تعرضت لها أرض كنعان من غزوات مختلفة، فتارة تنهض إلى الازدهار بقوة وجود بني إسرائيل خصوصا بعهد الملك سليمان وتارة تنهار بسبب الحروب وخراب بني إسرائيل، وكان أكبر خراب حل على اللغة العبرية هو السبي البابلي الذي أدى إلى ضياع اللغة العبرية من لسان اليهود الذين تحولوا للآرامية حتى سبيوا من أرض كنعان، فبقيت اللغة العبرية كلغة كتابة فقط حتى أحيتها الحركة الصهيونية حديثا.

## مميزات اللغة العبرية الحديثة عن العبرية الكلاسيكية (التوراتية)
بسبب شتات اليهود وطردهم من أرض كنعان إلى دول العالم، تعرضت اللغة العبرية إلى ضياع كبير وفجوة تاريخية واسعة، فبقيت كلغة دينية لفترات طويلة، وبسبب اختلاط اليهود بالشعوب الآخرى لم يعودوا قادرين على نطق العبرية الكلاسيكية بالشكل الصحيح؛ لإن معظم تلك الشعوب لا توجد لديها تلك الصعوبات في حروف اللغة العبرية، و من مميزات اللغة العبرية الحديثة عن القديمة:

### نطق الحروف
| الحرف     | النطق بالعبرية التوراتية                          | النطق بالعبرية الحديثة                            |
| --------- | ------------------------------------------------- | ------------------------------------------------- |
| א         | ينطق (ʔ) أو يعدّ كحرف مد للحركات                   | ينطق (ʔ) أو يعدّ كحرف مد للحركات                   |
| בּ, ב      | الحرف בּ ينطق (/b/)، أما الحرف ב ينطق (/v/)        | الحرف בּ ينطق (/b/)، أما الحرف ב ينطق (/v/)        |
| גּ, ג (1)  | الحرف גּ ينطق (/g/)، أما الحرف ג ينطق (/ɣ/)        | كلاهما ينطق (/g/)                                 |
| דּ, ד (2)  | الحرف דּ ينطق (/d/)، أما الحرف ד ينطق (/ð/)        | كلاهما أصبح ينطق (/d/)                            |
| ה         | ينطق (/h/) أو يعدّ كحرف مد للحركات في "آخر" الكلمة | ينطق (/h/) أو يعدّ كحرف مد للحركات في "آخر" الكلمة |
| ו (3)     | ينطق (/w/) أو يعدّ كحرف مد للحركات                 | ينطق (/v/) أو يعدّ كحرف مد للحركات                 |
| ז         | ينطق (/z/)                                        | ينطق (/z/)                                        |
| ח (4)     | ينطق (/ħ/)                                        | ينطق (/χ/)                                        |
| ט (5)     | ينطق (/tˁ/)                                       | ينطق (/t/)                                        |
| י         | ينطق (/j/)، أو يعدّ كحرف مد للحركات                | ينطق (/j/)، أو يعدّ كحرف مد للحركات                |
| כּ ךּ, כ ך  | الحرف כּ ךּ ينطق (/k/)، أما الحرف כ ך ينطق (/x/)    | الحرف כּ ךּ ينطق (/k/)، أما الحرف כ ך ينطق (/x/)    |
| ל         | ينطق (/l/)                                        | ينطق (/l/)                                        |
| מ ם       | ينطق (/m/)                                        | ينطق (/m/)                                        |
| נ ן       | ينطق (/n/)                                        | ينطق (/n/)                                        |
| ס         | ينطق (/s/)                                        | ينطق (/s/)                                        |
| ע (6)     | ينطق (/ʕ/)                                        | ينطق (ʔ)، أو لا ينطق                              |
| פּ ףּ, פ ף  | الحرف פּ ףּ ينطق (/p/)، أما الحرف פ ף ينطق (/f/)    | الحرف פּ ףּ ينطق (/p/)، أما الحرف פ ף ينطق (/f/)    |
| צ ץ (7)   | ينطق (/sˁ/)                                       | ينطق (/ts/)                                       |
| ק (8)     | ينطق (/kˁ/)                                       | ينطق (/k/)                                        |
| ר (9)     | ينطق (/ɾ/)                                        | ينطق (/ʁ/) أي كالراء الفرنسية                     |
| שׁ, שׂ      | الحرف שׁ ينطق (/ʃ/)، أما الحرف שׂ ينطق (/s/)        | الحرف שׁ ينطق (/ʃ/)، أما الحرف שׂ ينطق (/s/)        |
| תּ, ת (10) | الحرف ينطق (/t/)، أما الحرف ينطق (/θ/)            | ينطق كلاهما (/t/)                                 |

ملحوظات على الحروف المرقمة:
- (1): توحد نطق الحرفين (גּ, ג) في العبرية الحديثة؛ نتيجة مخالطة اليهود لكثير من الشعوب التي لا تنطق حرف (غ) إنما تنطقه كحرف (ج) في اللهجة المصرية.
- (2): توحد نطق الحرفين (דּ, ד) في العبرية الحديثة؛ نتيجة مخالطة اليهود لكثير من الشعوب التي لا تنطق حرف (ذ) إنما تنطقه كحرف (د).
- (3): تحول نطق حرف ו من (/w/) إلى (/v/) في العبرية الحديثة؛ لكثرة اختلاط اليهود بشعوب لا تنطق حرف (/w/) إنما تحوره إلى (/v/) وهذا نتاج عن قرب مخرج الحرفين، حيث أنهما يخرجان من الشفاه.
- (4): تحول نطق حرف ח من (/ħ/) إلى (/x/)؛ لإنه حرف حلقي فالحروف الحلقية لم تكن موجودة في معظم لغات الشعوب التي تشتت إليها اليهود.
- (5): تحول نطق حرف (ט) من (/tˁ/) إلى (/t/)؛ لإنه حرف طبقي ومفخم فالحروف الطبقية لم تكن موجودة في معظم لغات الشعوب التي تشتت إليها اليهود.
- (6): تحول نطق حرف ע من (/ʕ/) إلى (/ʔ/)؛ لإنه حرف حلقي فالحروف الحلقية لم تكن موجودة في معظم لغات الشعوب التي تشتت إليها اليهود.
- (7): تحول نطق حرف (ט) من (/tˁ/) إلى (/t/)؛ لإنه حرف طبقي ومفخم فالحروف الطبقية لم تكن موجودة في معظم لغات الشعوب التي تشتت إليها اليهود.
- (8): تحول نطق حرف (צ, ץ) من (/sˁ/) إلى (/s/)؛ لإنه حرف طبقي ومفخم فالحروف الطبقية لم تكن موجودة في معظم لغات الشعوب التي تشتت إليها اليهود.
- (9): تحول نطق حرف (ר) من (ɾ) إلى (ʁ)؛ بسبب مخالطة اليهود لشعوب تقلب الراء اللسانية إلى راء حلقية (راء فرنسية).
- (10): توحد نطق الحرفين (תּ, ת) في العبرية الحديثة؛ نتيجة مخالطة اليهود لكثير من الشعوب التي لا تنطق حرف (ث) إنما تنطقه كحرف (ت).

### طريقة الكتابة مع حركات
اختلفت طريقة الكتابة بين العبرية الكلاسيكية والعبرية الحديثة، فمثلا أصبحت الحركات في العبرية الحديثة تكتب على شكل حروف مد؛ وذلك لتسهيل القراءة الخالية من الحركات، مثل: שׁלֹשׁ وتقرأ (شلوش) أصبحت تكتب (שׁלוֹשׁ) وأيضا تلفظ (شلوش).

### اختلافات في القواعد
دخلت قواعد جديدة على اللغة العبرية الحديثة لم تكن موجودة في القديمة؛ وذلك لتسهيل العبرية بعد أن فقد اليهود البلاغة في لغتهم بعد الشتات، و من هذه القواعد:
1. استخدام وزن (פּוֹעֵל) للفعل المضارع، بدلا من استخدام الحروف (א, ו, י, נ) التي أصبحت للفعل المستقبل.
2. كثر استخدام أداة الإضافة (שֶׁל) التي يقل استخدامها في عبرية التوراة (الكلاسيكية).
3. ألغي استخدام المثنى إلا للأشياء المزوجة، واستبدل بـ: שני + الاسم المذكر + أداة الجمع المذكر، وשתי + الاسم المؤنث + أداة الجمع المؤنث.
4. ظهر نظام تركيب الكلمات لتكوين كلمة جديدة، مثل: בית (بيت) + הספר (كتاب) تصبح בית הספר (مدرسة).

### اختلاف كتابة اليد
ظهرت في العبرية الحديثة كتابة اليد التي سهلت الكتابة بشكل كبير، حيث كانت الكتابة المربعة هي السائدة قديمًا.

### ظهور حركة جديدة لتغيير نطق الحرف
ظهرت في اللغة العبرية الحديثة علامة غرش (تنطق بالعبرية الحديثة: /ɡe:̞ʁe:ʃ/)، وهي علامة توضع بعد الحرف لتغيير نطقة إلى حرف غير موجود في اللغة العبرية الحديثة، وهذه الحركة ظهرت في اللغة العبرية الحديثة فقط ولم تظهر في الكلاسيكية، يمكن توضيح هذه الحروف بالجدول الآتي:
| الحرف مع الحركة | اللفظ                                 |
| --------------- | ------------------------------------- |
| ג׳              | ينطق كالجيم العربية (/ʤ/)             |
| ד׳              | ينطق كالذال العربية (/ð/)             |
| ו׳ (1)          | ينطق كالواو العربية (/w/)             |
| ז׳              | ينطق كالجيم في اللهجة اللبنانية (/ʒ/) |
| ח׳              | يتطق كالخاء العربية (/x/)             |
| ט׳              | ينطق كالظاء العربية (/ðˁ/)            |
| ס׳              | ينطق كالصاد العربية (sˁ/)             |
| ע׳              | ينطق كالغين العربية (/ɣ/)             |
| צ׳              | ينطق كالضاد العربية (/dˁ/)            |
| ר׳              | ينطق كالغين العربية (/ɣ/)             |
| ת׳              | ينطق كالثاء العربية (/θ/)             |

ملاحاظات على الحروف المرقمة:
- (1): يكتب هذا الحرف (ו') ويجوز أن يكتب بهذه الصيغة أيضا (וו)، فكلاهما ينطق (/w/).

### المواقع الإلكترونية
- MSN Encarta : Online Encyclopedia, Dictionary, Atlas, and Homework

### الكتب
- Dolsopolsky 1999.